# 불가사의 (음반)
《불가사의》(일본어: 不思議, ふしぎ 후시기[*])는 1986년 8월 11일에 발매된 일본의 여가수 나카모리 아키나(中森明菜)의 아홉 번째 스튜디오 음반이다.  (LP: L-12595, CT: LKF-8095, CD: 32XL-155) 가수인 나카모리가 직접 프로듀서로서 참여한 최초의 음반이며, 곡들의 컨셉트에서부터 후반 작업에까지 관여한 의욕적인 작품으로 총 10개의 곡이 수록되었다. 흔히 “나카모리 아키나 최대의 문제작”이라 부르기도 하는데, 기획 단계에서부터 음반의 컨셉트를 “목소리도 악기의 일부”로 정하고, 그에 맞춰진 이질적인 곡 분위기와 당시에 흔치 않았던 디스토션 믹싱 작업을 거쳐서 보컬이 매우 희미하게 들렸기 때문이다. 이 때문에 불량품이 아니냐는 항의를 받은 해프닝도 있었으나, 곧 평론가들로부터 높은 평가를 받으며 나카모리의 음악성과 제작 역량을 인정받은 음반이다.

## 배경과 반응
《불가사의》는 1986년 8월 11일 LP(L-12595), 컴팩트 카세트(LKF-8095), 그리고 CD(32XL-155) 세 형태로 동시에 출시되었다. 이 때 나카모리 아키나는 싱글 〈미 아모레〉와 〈DESIRE -정열-〉으로 일본 레코드 대상을 연속 수상하며 이미 전성기를 구가하고 있을 때였다. 원래 데뷔 초부터 곡과 무대의 컨셉트에 적극적으로 의사를 개진했던 나카모리는 이번에는 프로듀서까지 맡으며 음반의 컨셉트를 진두지휘했다. 디렉터 후지쿠라 가츠미(藤倉克己)는 나카모리에게 그동안 싱글에서 일정한 컨셉트를 잡으며 활동했듯이 이번 음반에서도 특정한 컨셉트로 활동하는게 어떠냐고 묻자, 나카모리가 불가사의, 즉 몽환적이고 신비스러운 느낌으로 가는게 어떻겠냐고 하였다. 나카모리가 프로듀서였던만큼, 그녀의 주장이 관철되어 기획이 진행되었다. 나카모리는 본 음반에 대해 마이크 올드필드(Mike Oldfield)와 잭 니체(Jack Nietsche)가 작곡한 영화 《엑소시스트》의 음악에서 영감을 받았다고 말했다. 당시 《엑소시스트》의 영화 음악은 스트링 4중주와 테이프 실험 등을 통해 영화의 공포와 불확실성을 극대화시켰다고 호평을 받았다.
나카모리 아키나는 자신의 다른 음반과는 다르게 이 음반에는 이전에 활동했던 싱글곡을 넣지 않고 신곡들만 수록, 음반의 메인 컨셉트인 “목소리도 악기의 일부” 에 집중했으며, 녹음은 Sedic Audio Studio, 사운드 인 스튜디오, Freedom Studio, Sound ATELIER 등에서 번걸아가며 했다. 이 음반의 기획은 이미 1985년부터 시작해서 EUROX, 요시다 미나코(吉田美奈子), SANDII & THE SUNSET 등에게 곡을 받아 1986년 1월에서 2월까지 녹음 작업을 진행하였다. 이후 5월 초까지 트랙다운 작업을 마쳤으나 나카모리가 곡이 멋은 있으나 “불가사의”라는 음반의 제목과 맞지 않다하여 다시 믹싱 작업을 요청했다. 그녀는 보컬을 작게 처리해 잘 들리지 않게 할 것을 주문했고 그리하여 EUROX의 작업 하에 다시 트랙다운 과정과 편곡을 거쳤다. EUROX의 멤버들은 이후로도 바이올린, 키보드, 기타, 베이스, 코러스 등 대부분의 곡의 편곡 작업에 깊이 관여하였고 이 때문에 특별히 음반 릴리스 노트 밑에 “Special Thanks to”를 붙였으며 EUROX가 아니었다면 이 음반이 나올 수 없었다고 크게 고마워했다. 《불가사의》의 모든 곡에서 나카모리의 보컬은 마치 벽을 사이에 두고 멀리서부터 들려오는 듯한 보코더와 디스토션 작업을 거침으로서 리버브(reverb), 즉 잔향(殘響)만 어렴풋이 들리게 하였다. 녹음을 끝내고 발매 예정에 들어가있던 〈Fin〉은 앨범의 컨셉트에 어울리지 않다는 이유로 이번 음반에 포함시키지 않고 9월 26일에 16번째 싱글로 따로 발매하였다.
이질적인 느낌을 강조하기 위해 첫 LP 판의 디스크 재킷에는 야광 도료로 타이틀 “不思議”를 썼고 디스크 재킷에서 입고나온 의상과 메이크업은 나카모리가 하와이의 전통 인형 디코돈에서 착안하여 촬영하였다. 또한 릴리스 노트 옆의 가사 카드에는 중국어로 번안한 곡 제목과 가사로도 쓰여져 있었다.
나카모리 아키나의 팬들은 《불가사의》를 두고 흔히 그녀 최대의 문제작으로 부르는데 이질적이고 몽환적인 사운드에 보코더와 디스토션으로 처리한 희미한 보컬로 인해 가사를 알아듣기 힘들었고 이로 인해 음반 출시 직후, 소속사와 레이블 사무소에 새 음반이 불량품이 아니냐는 전화가 쇄도할 정도였다. 그러나 곧 나카모리와 그녀의 소속사가 일부러 이러한 컨셉트를 잡고 음반을 발매하였다고 해명을 한 후, 주춤했던 판매량이 반등, 상승하기 시작했다.

## 차트 성적
발매 2주 후인 1986년 8월 25일에는 처음으로 오리콘 LP & 테이프 주간차트에 진입하여 바로 1위에 안착했고, 9월 8일까지 3주 연속 1위를 달성하였다. 이후 1986년 오리콘 LP & 테이프 연간차트에서도 15위의 준수한 성적을 거뒀으며 총 464,000장의 판매량을 기록하였다.
하지만 바로 직전의 스튜디오 음반인 《D404ME》와 바로 다음 음반인 《CRIMSON》이 일본 레코드 대상에서 모두 우수앨범상을 수상하는 등 차트와 음악 시상식에서 선전한 것과 달리, 《불가사의》는 오리콘 차트에서만 호응을 얻었다.

## 공연 활동
음반이 발매되기 이전, 이미 모든 후반 작업을 마친 뒤인 1986년 7월 12일에는 전국 콘서트 투어 LIGHT & SHADE를 개최하여 본 음반의 곡들을 미리 불렀다. 1987년 2월 3일, 그녀의 정식 음반에 수록된 곡으로서는 이례적으로 후지 테레비의 음악방송 프로그램 《밤의 히트 스튜디오 DELUXE》에도 출연하여 〈Back door night〉과 〈마리오네트〉를 선보였다. 당초 나카모리 아키나는 이 음반의 이미지대로 방송을 하는데 난색을 표하며 두 곡의 방송을 거절하였으나, 후지 테레비의 관계자들의 간곡한 요청에 마음을 바꾸어 출연을 승낙했다. 이어 무대를 최대한 음반과 곡의 이미지에 접근하기를 원하여 무대의 세팅과 조명, 그리고 카메라 워킹까지도 자신이 원하는 방향으로 할 것을 고집하였다. 이 방송에서 나카모리는 무대 의상을 마녀처럼 입고, 무대도 거미줄로 뒤덮인 음산한 분위기에서 곡들을 선보였다.
이것이 그녀가 유일하게 《불가사의》의 수록곡들을 부른 텔레비전 방송이었고 나카모리는 이후 다른 방송사의 음악 프로그램에서도 이 음반의 곡들을 부르지 않았다. 2003년 전국 콘서트 투어 AKINA NAKAMORI LIVE TOUR 2003 - I hope so -에서 〈잉걸불〉과 〈마리오네트〉를 불렀고 동명의 라이브 음반에도 수록되어 있다.

## 셀프 커버
《불가사의》의 준수한 차트 성적에 힘입어, 나카모리 아키나는 2년 후인 1988년에 음반에 실려 있는 10개의 곡들 중 〈Labyrinth〉, 〈마리오네트〉, 〈유리의 마음〉,  〈Teen-age blue〉, 〈잉걸불〉을 추려서 미니 앨범 《Wonder》를 새로 발매하였다. 추려낸 곡들은 다시 녹음을 하고 리믹스 작업을 거쳐서 새로 넣었다.

## 평가
팬들의 반응과는 달리 평론가들은 이 음반에 대해 대부분 호평을 보냈다. 음악평론가 마키아노 모토히로는 이번 음반과 이후 이 음반의 곡들이 수록된 미니 앨범 《Wonder》에 대해 이 음반들을 기점으로 나카모리의 가창력이 명료하고 확고하게 다져졌다고 호평하였다. 또한 3주 연속 오리콘 차트에서 1위를 한 것은 음악성도 음악성이지만, 아직까지도 당시 나카모리 아키나의 연예인 파워가 상당히 컸다는 것을 반증한다고 분석했다. 이번 음반에서 보여준 나카모리의 파워하우스 창법은 심리묘사에 기울어진 가사에 맞춰 감각적이면서도 오컬트스러우며, 음반의 컨셉트인 “목소리도 악기의 일부”에 충실했다고도 덧붙였다. 특히 〈Labyrinth〉와 〈마리오네트〉의 절정 부분에서 두꺼운 소리의 파도가 몰려오는 듯한 느낌이 든다고 말했다.
CD 저널은 처음 들으면 무언가 부족한 것이 아니냐는 의문과 불안에 휩싸이게 되는 복잡한 기분이 든다면서 오히려 사람들에게 그것을 유도하였다고 지적했다. 그러나 “불사의”라는 음반의 타이틀에 맞게 신비스럽고 몽환적인 분위기를 풍기는 주옥같은 곡이 줄지어 있으며 이 중 요시다 미나코의 곡 〈욱화〉가 가장 그러한 분위기를 잘 살렸다고 호평하였다. 중국의 음악웹사이트인 더우반은 이 음반이 비록 팬들 사이에 호불호가 갈리나, 나카모리의 실험성과 창의성이 돋보였으며 주제 의식이 뚜렷한 음반이라고 평하였다.
하지만 러시아의 평론가 알렉세이 예레멘코(Alexey Erememko)는 너무 앞서나간 음악성이 오히려 독이 되어 음반판매량을 떨어뜨렸다고 비판하였는데 바로 이전과 이후의 스튜디오 음반인 《D404ME》와 《CRIMSON》이 이질적인 컨셉트의 《불가사의》보다 더 높은 판매량을 기록했기 때문이다.

## 크레딧
음반의 디스크 재킷에서 발췌하였다.
- 프로듀서: 나카모리 아키나
- 디렉터: 후지쿠라 카츠미(藤倉克己)
- 리믹스 & 마스터: 이시자키 노부오(石崎信郎)
- 보조 엔지니어: Hiroyuki Satoh, Motonari Matsumoto, Yasu Itoh, Mr. Kenmochi
- Mixed at Music Inn Studi, Sedic Audio Studio, 워너 파이오니어 스튜디오
- Mastered at 워너 파이오니어 스튜디오
- 촬영: 츠카다 가즈노리(塚田和徳)
- 스타일리스트: 하기시노 구니코(東野邦子)
- 헤어 & 메이크업: 야노 스미오(矢の澄生)
- 커버 디자인: 모치다 야스오(持田恭男)
- 매니지먼트: 치노네 히로야스(茅根浩康, 켄온), 나코 보소쿠(名幸房則, 켄온)
- Special Thanks to EUROX for making this record possible, 요시다 미나코(吉田美奈子), Paul Ewing, Maggie Ng, David Wong, Yasunari Ishimura, NOAH CORPORATION, (RIGODON)

## 수록곡
| #            | 제목                                                           | 작사              | 작곡                           | 편곡                         | 재생 시간 |
| ------------ | -------------------------------------------------------------- | ----------------- | ------------------------------ | ---------------------------- | --------- |
| 1.           | 〈〈Back Door Night〉〉                                        | 아소 게이코       | EUROX                          | EUROX                        | 5:33      |
| 2.           | 〈〈뉴 제너레이션〉(ニュー・ジェネレーション 뉴 제네레숀[*])〉 | 다케하나 이치코   | EUROX                          | EUROX                        | 3:59      |
| 3.           | 〈〈Labyrinth〉〉                                              | 아소 게이코       | EUROX                          | EUROX                        | 4:50      |
| 4.           | 〈〈마리오네트〉(マリオネット 마리오네토[*])〉                 | 야스오카 다카아키 | 야스오카 다카아키              | EUROX                        | 4:21      |
| 5.           | 〈〈현혹되어〉(幻惑されて 겐와쿠사레테[*])〉                   | 요시다 미나코     | EUROX                          | EUROX                        | 4:11      |
| 6.           | 〈〈유리의 마음〉(ガラスの心 가라스노 코코로[*])〉             | SANDII            | 구보타 마코토                  | 이노우에 아키라              | 4:24      |
| 7.           | 〈〈Teen-age blue〉〉                                          | 요시다 미나코     | 요시다 미나코                  | 시이나 카즈오                | 4:14      |
| 8.           | 〈〈잉걸불〉(燠火 오키비[*])〉                                 | 요시다 미나코     | 요시다 미나코                  | 요시다 미나코, 시이나 카즈오 | 4:08      |
| 9.           | 〈〈Wait for Me〉〉                                            | SHOW              | EUROX                          | EUROX                        | 4:55      |
| 10.          | 〈〈Mushroom Dance〉〉                                         | SANDII            | 구보타 마코토, 이노우에 겐이치 | EUROX                        | 4:33      |
| 총 재생 시간 | 총 재생 시간                                                   | 총 재생 시간      | 총 재생 시간                   | 총 재생 시간                 | 45:08     |

중국어 수록곡명
《불가사의》의 가사 카드에는 중국어로 번안된 수록곡들의 제목이 쓰여져있다.
1. 〈Back Door Night〉 - 子夜叮嚀
2. 〈뉴 제너레이션〉 - 新的一代
3. 〈Labyrinth〉 - 愛的迷宮
4. 〈마리오네트〉 - 木偶
5. 〈현혹되어〉 - 為你着迷
6. 〈유리의 마음〉 - 赤裸的心
7. 〈Teen-age blue〉 - 早來的憂鬱
8. 〈잉걸불〉 - 情火
9. 〈Wait for Me〉 - 等我一下
10. 〈Mushroom Dance〉 - 最後一舞

## 발매 일정
| 버전                         | 일정            | 레이블         | 포맷                                               |
| ---------------------------- | --------------- | -------------- | -------------------------------------------------- |
| 《불가사의》                 | 1986년 8월 11일 | 워너 뮤직 재팬 | LP(L-12595), 컴팩트 카세트(LKF-8095), CD(32XL-155) |
| 《불가사의》 염가판 (재발매) | 1991년 7월 17일 | 워너 뮤직 재팬 | CD(WPCL-420)                                       |
| 《불가사의》 염가판 (재발매) | 1996년 4월 25일 | 워너 뮤직 재팬 | CD(WPC6-8190)                                      |
| 《불가사의》(재발매)         | 2006년 6월 21일 | 워너 뮤직 재팬 | CD(WPCL-10286), 디지털 다운로드                    |
| 《불가사의》(재발매)         | 2006년 7월 5일  | 워너 뮤직 재팬 | 디지털 다운로드                                    |
| 《불가사의》(재발매)         | 2012년 8월 12일 | 워너 뮤직 재팬 | CD(WPCL-11444)                                     |
| 《불가사의》(재발매)         | 2014년 1월 29일 | 워너 뮤직 재팬 | CD(WPCL-11730)                                     |

## 주해
1. ↑  레코드 제작에서 수많은 채널로 나누어 다중 녹음된 보컬을 뒤섞고, 음질과 억양을 정해 하나의 곡으로 스테레오화해서 정리하는 과정을 뜻한다.